# Resorcinol (adhesivo)
La cola de resorcinol, también conocida como resorcinol-formaldehído, es una combinación adhesiva de resina y endurecedor que resiste la inmersión en el agua a largo plazo y tiene una alta resistencia a la luz ultravioleta. El adhesivo, introducido en 1943, ha sido popular en la construcción de aviones y embarcaciones.
Hasta la invención de la resina epoxídica, el resorcinol fue una de las colas marinas más extendidas. A diferencia del epoxi, no tiene propiedades para el relleno de huecos, necesitando que las juntas se ajusten bien y se agarren a presión para obtener buenos resultados. El pegamento se presenta en dos partes: un jarabe rojo y unos polvos de color marrón claro que se mezclan para formar la cola. El resorcinol no curado tiene una vida útil relativamente corta, de unos dos o tres años, según la temperatura de almacenamiento. Su uso ha disminuido desde la década de 1990 por la facilidad de uso y la versatilidad de las colas epoxi.
Aunque la mayor facilidad de uso y versatilidad del epoxi hace que sea mucho más popular, el epoxi presenta una mala resistencia a los rayos UV y en la mayoría de aplicaciones estructurales sólo tiene una modesta resistencia al calor, lo que la hace menos ideal para muchos usos en el exterior. El resorcinol sigue siendo el adhesivo más adecuado para usos exteriores y marinos. A diferencia del epoxi, no llena bien los agujeros, por lo que requiere un estándar muy elevado de los dos factores esenciales para su buen uso: el mecanizado y el montaje.